# Saison 2010-2011 du Standard Fémina de Liège
Maillots
Chronologie
Saison précédente Saison suivante
Cet article traite de la saison 2010-2011 du Standard Fémina de Liège.

## Faits marquants
- Le Standard Fémina de Liège commence le championnat avec un 15 sur 15 et un average de 27 buts pour et 0 contre.
- Lors de la 6e journée, le Standard Fémina de Liège concède ses premiers points, le WD Lierse SK arrache le match nul, 2-2, dans les dernières minutes.
- La 9e journée voit le Standard Fémina de Liège réaliser son plus gros score de la saison et celui de la D1: 1-14 au DV Famkes Merkem.
- La journée suivante, le Standard Fémina de Liège l'emporte 1-0 contre le RSC Anderlecht grâce à un but de Aline Zeler.
- Les conditions climatiques vont perturber le championnat mais cela n'empêche pas le Standard Fémina de Liège de se parer du titre de champion d'automne.
- Après la trêve, en 1/8 de finale de la Coupe de Belgique, le Standard Fémina de Liège bat le RSC Anderlecht 0-3.
- En championnat, le Standard Fémina de Liège repart en force: 9 sur 9 et un average de 15 buts pour et 1 contre.
- Lors de la 18e journée, le GBA Kontich FC inflige sa seule défaite de la saison au Standard Fémina de Liège: 1-2. Les Liégeoises perdent la 1re place qu'elles occupaient depuis le début de la compétition.
- La 21e journée voit le Standard Fémina de Liège récupérer le leadership après sa victoire 1-3 au FCF White Star Woluwé et le nul 0-0 du RSC Anderlecht au Club Brugge Dames.
- En 1/4 de finale de la Coupe de Belgique, le Standard Fémina de Liège est éliminé par le WD Lierse SK aux tirs au but.
- Le 30 avril 2011, le Standard Fémina de Liège fête son 14e titre de Champion de Belgique sur le terrain de son principal rival, le RSC Anderlecht.
- Le Standard Fémina de Liège termine le championnat avec 71 points, 23 victoires, 2 nuls, 1 défaite et un average de 119 buts pour et 14 contre.

## Équipements
| Marque:          |  | Planète rouge |
| Sponsor maillot: |  | Base          |

## Staff Technique
| Fonction              | Nom              | Nationalité | Au club depuis |
| --------------------- | ---------------- | ----------- | -------------- |
| Entraineur principal  | Momo Ayed        | Belgique    | 2005           |
| Entraineur-adjoint    | Bruno Bernardi   | Belgique    | 2010           |
| Délégué               | Dany Decroupet   | Belgique    | 1997           |
| Docteur               | Audrey Neuprez   | Belgique    | 2008           |
| Préparatrice physique | Anne Radermacher | Belgique    | 2007           |
| Directrice technique  | Fery Ferraguzzi  | Italie      | 1980           |

## Effectif

### Effectif
|                   |          |      |                          |  |  |  |
| Maria-Laura Aga   | Belgique | 2010 |                          |  |  |  |
| Chloë Bellavia    | Belgique | 2010 | DV Zonhoven              |  |  |  |
| Julie Biesmans    | Belgique | 2008 | Bilzen                   |  |  |  |
| Imke Courtois     | Belgique | 2010 | DVC Eva's Tienen         |  |  |  |
| Maud Coutereels   | Belgique | 2003 | Étoile rouge de Belgrade |  |  |  |
| Cécile De Gernier | Belgique | 2007 | FCF White Star Woluwé    |  |  |  |
| Audrey Demoustier | Belgique | 2008 | FCF White Star Woluwé    |  |  |  |
| Julie Grégoire    | Belgique | 2006 | RFC Rhisnois             |  |  |  |
| Vanessa Licata    | Belgique | 2000 | Formée au club           |  |  |  |
| Riete Loos        | Belgique | 2008 | FC Helson Helchteren     |  |  |  |
| Elke Meers        | Belgique | 2010 | DVC Eva's Tienen         |  |  |  |
| Mélanie Mignon    | Belgique | 2005 |                          |  |  |  |
| Davina Philtjens  | Belgique | 2008 | KVK Tienen               |  |  |  |
| Tine Schryvers    | Belgique | 2010 | K.Vlimmeren Sport        |  |  |  |
| Berit Stevens     | Belgique | 2007 | KFC Rapide Wezemaal      |  |  |  |
| Sofie Van Houtven | Belgique | 2003 | RSC Anderlecht           |  |  |  |
| Katrien Torfs     | Belgique | 2007 | Oud-Heverlee Louvain     |  |  |  |
| Nathalie Weytjens | Belgique | 2010 | DVC Eva's Tienen         |  |  |  |
| Aline Zeler       | Belgique | 2010 | K.Sint-Truidense VV      |  |  |  |

### Transferts
| Nom                | Nationalité | Dernier club        |
| ARRIVÉES           |             |                     |
| Maria-Laura Aga    | Belgique    |                     |
| Chloë Bellavia     | Belgique    | DV Zonhoven         |
| Imke Courtois      | Belgique    | DVC Eva's Tienen    |
| Elke Meers         | Belgique    | DVC Eva's Tienen    |
| Tine Schryvers     | Belgique    | K.Vlimmeren Sport   |
| Nathalie Weytjens  | Belgique    | DVC Eva's Tienen    |
| Aline Zeler        | Belgique    | K.Sint-Truidense VV |
| DÉPARTS            |             |                     |
| Stéphanie Cooymans | Belgique    | K.Sint-Truidense VV |
| Dorien Guilliams   | Belgique    | DVC Eva's Tienen    |
| Florine Henry      | Belgique    | R.Marloie Sport     |
| Elisa Lomma        | Belgique    | DVC Eva's Tienen    |
| Kelly Theunissen   | Pays-Bas    | arrêt               |
| Evelien Van Roie   | Belgique    | arrêt               |
| Ingrid Vanherle    | Belgique    | arrêt               |
| Sofie Verhaegen    | Belgique    | arrêt               |

## Les résultats

### Championnat de Belgique D1
| Journée | Date       | Club visité              | Club visiteur            | Score  | Buts liégeois | Cartes liégeoises                   |
| ------- | ---------- | ------------------------ | ------------------------ | ------ | --- | ----------------------------------- |
| 1       | 04/09/2010 | DVC Eva's Tienen         | Standard Fémina de Liège | 0 - 8  | Aline Zeler (3), Audrey Demoustier (3), Davina Philtjens (2)                                                                        |                                     |
| 2       | 18/09/2010 | Standard Fémina de Liège | Miecroob Veltem          | 8 - 0  | Aline Zeler (2), Davina Philtjens (2), Audrey Demoustier, Elke Meers, Maud Coutereels, Berit Stevens                                |                                     |
| 3       | 25/09/2010 | Oud-Heverlee Louvain     | Standard Fémina de Liège | 0 - 4  | Aline Zeler, Julie Biesmans, Imke Courtois, Elke Meers                                                                              |                                     |
| 4       | 02/10/2010 | Standard Fémina de Liège | Sinaai Girls             | 3 - 0  | Maud Coutereels, Berit Stevens, Aline Zeler                                                                                         | Elke Meers                          |
| 5       | 09/10/2010 | GBA Kontich FC           | Standard Fémina de Liège | 0 - 4  | Aline Zeler, Davina Philtjens, Cécile De Gernier, Katrien Torfs                                                                     |                                     |
| 6       | 16/10/2010 | Standard Fémina de Liège | WD Lierse SK             | 2 - 2  | Aline Zeler (2) | Audrey Demoustier, Davina Philtjens |
| 7       | 23/10/2010 | DVC Zuid-West Vlaanderen | Standard Fémina de Liège | 1 - 7  | Davina Philtjens (3), Aline Zeler (3), Maud Coutereels                                                                              | Berit Stevens                       |
| 8       | 30/10/2010 | Standard Fémina de Liège | FCF White Star Woluwé    | 6 - 1  | Davina Philtjens (2), Aline Zeler (2), Audrey Demoustier, Cécile De Gernier                                                         |                                     |
| 9       | 13/11/2010 | DV Famkes Merkem         | Standard Fémina de Liège | 1 - 14 | Imke Courtois (4), Audrey Demoustier (3), Davina Philtjens (2), Maud Coutereels (2), Cécile De Gernier, Berit Stevens, Aline Zeler  |                                     |
| 10      | 20/11/2010 | Standard Fémina de Liège | RSC Anderlecht           | 1 - 0  | Aline Zeler | Imke Courtois, Cécile De Gernier    |
| 11      | 23/02/2011 | Dames Zulte Waregem      | Standard Fémina de Liège | 2 - 2  | Aline Zeler, Katrien Torfs | Davina Philtjens                    |
| 12      | 15/01/2011 | Club Brugge Dames        | Standard Fémina de Liège | 1 - 5  | Elke Meers (2), Davina Philtjens, Maud Coutereels, Cécile De Gernier                                                                | Cécile De Gernier                   |
| 13      | 11/12/2010 | Standard Fémina de Liège | K.Sint-Truidense VV      | 2 - 0  | Audrey Demoustier, Katrien Torfs |                                     |
| 14      | 12/03/2011 | Standard Fémina de Liège | DVC Eva's Tienen         | 4 - 0  | Aline Zeler (3), Maud Coutereels |                                     |
| 15      | 21/01/2011 | Miecroob Veltem          | Standard Fémina de Liège | 0 - 5  | Aline Zeler (2), Davina Philtjens, Maud Coutereels, Audrey Demoustier                                                               |                                     |
| 16      | 29/01/2011 | Standard Fémina de Liège | Oud-Heverlee Louvain     | 5 - 0  | Maud Coutereels (2), Audrey Demoustier, Aline Zeler, Davina Philtjens                                                               |                                     |
| 17      | 05/02/2011 | Sinaai Girls             | Standard Fémina de Liège | 1 - 2  | Davina Philtjens, Maud Coutereels                                                                                                   | Elke Meers, Berit Stevens           |
| 18      | 12/02/2011 | Standard Fémina de Liège | GBA Kontich FC           | 1 - 2  | Davina Philtjens | Imke Courtois                       |
| 19      | 19/02/2012 | WD Lierse SK             | Standard Fémina de Liège | 1 - 3  | Davina Philtjens (2), Aline Zeler                                                                                                   | Riete Loos                          |
| 20      | 26/02/2011 | Standard Fémina de Liège | DVC Zuid-West Vlaanderen | 7 - 0  | Audrey Demoustier (2), Julie Biesmans, Maud Coutereels, Elke Meers, Lola Wajnblum, Sharon Vervaeke (csc)                            |                                     |
| 21      | 05/03/2011 | FCF White Star Woluwé    | Standard Fémina de Liège | 1 - 3  | Maud Coutereels, Cécile De Gernier, Audrey Demoustier                                                                               |                                     |
| 22      | 19/03/2011 | Standard Fémina de Liège | DV Famkes Merkem         | 12 - 0 | Cécile De Gernier (3), Davina Philtjens (2), Aline Zeler (2), Julie Biesmans (2), Elke Meers, Maud Coutereels, Charly Dewitte (csc) |                                     |
| 23      | 30/04/2011 | RSC Anderlecht           | Standard Fémina de Liège | 0 - 2  | Mélanie Mignon, Aline Zeler | Vanessa Licata, Davina Philtjens    |
| 24      | 23/04/2011 | Standard Fémina de Liège | Dames Zulte Waregem      | 1 - 0  | Imke Courtois | Imke Courtois (2 J)                 |
| 25      | 07/05/2011 | Standard Fémina de Liège | Club Brugge Dames        | 4 - 1  | Aline Zeler (2), Maud Coutereels, Julie Biesmans                                                                                    |                                     |
| 26      | 11/05/2011 | K.Sint-Truidense VV      | Standard Fémina de Liège | 0 - 4  | Aline Zeler (2), Cécile De Gernier, Vanessa Licata                                                                                  |                                     |

### Coupe de Belgique
| Tour | Date       | Club visité    | Club visiteur            | Score           | Buts liégeois                                                                             | Cartes liégeoises |
| ---- | ---------- | -------------- | ------------------------ | --------------- | ----------------------------------------------------------------------------------------- | ----------------- |
| 1/16 | 06/11/2010 | KSK Zingem     | Standard Fémina de Liège | 0 - 8           | Maud Coutereels (3), Audrey Demoustier (2), Aline Zeler, Cécile De Gernier, Berit Stevens | Davina Philtjens  |
| 1/8  | 08/01/2011 | RSC Anderlecht | Standard Fémina de Liège | 0 - 3           | Julie Biesmans, Davina Philtjens, Elke Meers                                              | Imke Courtois     |
| 1/4  | 26/03/2011 | WD Lierse SK   | Standard Fémina de Liège | 0 - 0 (5-4 tab) |                                                                                           | Cécile De Gernier |

## Buteuses

### Championnat de Belgique D1
- 32 : Aline Zeler
- 22 : Davina Philtjens
- 14 : Maud Coutereels, Audrey Demoustier
- 9 : Cécile De Gernier
- 6 : Elke Meers, Imke Courtois
- 5 : Julie Biesmans
- 3 : Berit Stevens
- 3 : Katrien Torfs
- 1 : Mélanie Mignon, Vanessa Licata, Lola Wajnblum

### Coupe de Belgique
- 3 : Maud Coutereels
- 2 : Audrey Demoustier
- 1 : Aline Zeler, Cécile De Gernier, Berit Stevens, Julie Biesmans, Davina Philtjens, Elke Meers

## Cartes

### Championnat de Belgique D1

#### Rouge
- 1: Imke Courtois (2 jaunes)

#### Jaunes
- 3: Davina Philtjens, Imke Courtois
- 2: Cécile De Gernier, Berit Stevens, Elke Meers
- 1: Vanessa Licata, Riete Loos, Audrey Demoustier

### Coupe de Belgique

#### Jaunes
- 1: Davina Philtjens, Imke Courtois, Cécile De Gernier